# Alberico Casardi
Alberico Casardi (Siena, 3 febbraio 1903 – dopo il 1968) è stato un diplomatico italiano.

## Biografia
Dopo la laurea in giurisprudenza conseguita nel 1925 presso l'Università di Roma "La Sapienza", è stato nominato, a seguito a esame di concorso, volontario della carriera diplomatico-consolare il 27 giugno 1927. 
Dal 1953 al 1956 ha svolto il ruolo di rappresentante permanente per l'Italia presso le Nazioni Unite a New York. In occasione dell'ammissione dell'Italia nell'ONU, Casardi pronunciò il 20 dicembre 1955 il primo discorso dell'Italia in qualità di membro delle Nazioni Unite.
Dal 1958 al 1962 è stato vicesegretario generale della NATO e, tra il 4 marzo e il 21 aprile 1961 ha svolto le funzioni di Segretario generale.
Dal 1962 al 1965 è stato ambasciatore d'Italia in Belgio.
È stato collocato a riposo il 1º marzo 1968.